# Margaret Fountaine
Margaret Elizabeth Fountaine (Norwich, 16 maggio 1862 – Trinidad, 21 aprile 1940) è stata un'entomologa inglese.
Figlia del reverendo John Fountaine e di Mary Isabella Lee, fu la prima di sette fratelli.
Spinta dalla sua passione per le farfalle, viaggiò in Europa, Africa, India, Tibet, America, Australia e nelle Indie occidentali, arrivando a collezionare più di 22.000 esemplari che poi donò al Norwich Castle Museum; pubblicò numerosi articoli sul suo lavoro.